# Monje del Mar

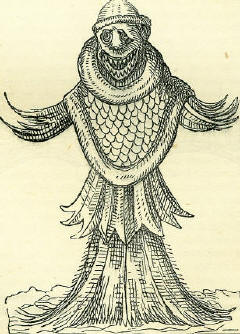
Ilustración de The Book of Days, publicado en 1869.

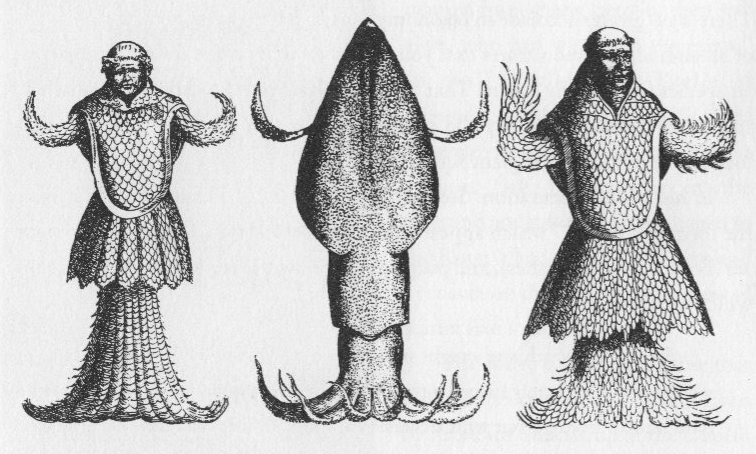
Comparación de Steenstrup de un calamar con dos imágenes del monje del mar del.

El monje de mar (también pez monje) fue una criatura marina encontrada en la costa oriental de la isla danesa de Selandia, casi ciertamente en 1546. Descrita como un "pez" que se veía superficialmente parecido a un monje con su hábito, fue mencionado y representado en varios tratados de historia natural publicados a mediados del siglo XVI, como en el cuarto volumen del famoso Historia Animalium, de Conrad Gesner. Éste también hizo referencia a un monstruo similar encontrado en el Fiordo de Forth, citando al historiador escocés Hector Boece, y a un avistamiento en la costa de Polonia en 1531. 
El monje de mar fue posteriormente popularizado en el poema épico de Guillaume du Bartas La Sepmaine; ou, Creation du monde, donde el poeta habla de las correspondencias entre la tierra y el mar, mencionando tanto al "Obispo Mitrado" como al "Fray Encapuchado": 
"Los mares tienen (así como cielos) Sol, Luna, y Estrellas; (Así como el aire) golondrinas, y Torres, y Miradores;
(como la tierra) Parras, Rosas, Ortigas, Rosas,  Setas, y muchos millones de otras Plantas lantes (más raras y extrañas que estas)
Como hay muchos peces que viven en los Mares.
También hay Carneros, Becerros, Caballos, Liebres, y cerdos,Lobos, Leones, erizos, Elefantes y Perros, Si, Hombres y Mujeres; 
y (cuál el que más admiro)
El Obispo Mitrado y el Fray Encapuchado; entre otros, ejemplos, (pero unos cuantos años desde entonces)..."

## Explicaciones
A inicios de los años 1850, el zoólogo danés Japetus Steenstrup sugirió que el monje de mar era un calamar gigante, una teoría más recientemente popularizada por el escritor Richard Ellis. El criptozoólogo Bernard Heuvelmans creía que el informe estaba basado en el descubrimiento de una morsa. Recientemente, ha sido sugerido que fuera un tiburón ángel (Squatina squatina), el cual es generalmente llamado "monkfish" en inglés o munk en noruego y danés. Otros sugirieron como sospechosos de ser el monje de mar a una foca gris, una foca capuchina, una foca monje o una farsa como las Jenny Haniver.